# 任惟一
任惟一（1543年—？年），字汝賢，號樂山、又号所泉，陝西西安府盩厔縣人，明朝官員。

## 生平
嘉靖四十三年（1564年）甲子科陝西鄉試第七名舉人，隆慶二年（1568年）戊辰科會試第二百五十五名，第三甲第九十六名進士。授四川巴县知县，六年正月选授广西道試監察御史，萬曆元年（1573年）四月患病回籍。復除浙江道御史，三年二月升任四川佥事，六年四月升浙江右参议，后因考察去职。九年十月因恃势武断，殴死人命，被御史龚懋贤弹劾，削籍遣配，追夺敕命。

## 家族
曾祖任士奇；祖任弘道；父任重，貢士；母孫氏。具慶下。